# Římskokatolická farnost – děkanství Lanškroun
Římskokatolická farnost – děkanství Lanškroun je územním společenstvím římských katolíků v orlickoústeckém vikariátu královéhradecké diecéze.

## O farnosti

### Historie
Lanškroun je prvně písemně doložen v roce 1285. Od roku 1304 patřilo město do majetku zbraslavských cisterciáků. Roku 1350 byl Lanškroun zahrnut do Litomyšlské diecéze. V roce 1371 ve městě byla založena kanonie Řeholních kanovníků sv. Augustina. Tento řeholní dům zanikl za husitských válek. Duchovní správu zde však jednotliví řeholníci vykonávali i nadále. Později duchovní správu převzal diecézní klérus.
V 50. letech 20. století byl v přifařených Albrechticích zřízen charitní domov pro řeholní sestry. Jim přišel v roce 1959 sloužit jako duchovní správce františkán, P. Bedřich František Smištík, OFM. Ten pak na Lanškrounsku prožil celý zbytek života a sloužil nejen obyvatelům domova, ale vypomáhal též ve farnostech v okolí. Po něm zde působil až do roku 2015 P. Josef Krajíček, který se posléze přestěhoval do Koclířova u Svitav, kde byl ustanoven jako výpomocný duchovní.

#### Přehled duchovních správců
- 1968-1993 R.D. Josef Kacálek (administrátor, osobní děkan, † 27. 9. 1997)
  - 1959-2008 P. Bedřich František Smištík, OFM (duchovní správce charitního domova v Albrechticích)
  - 1993 (září-říjen) R.D. Zbigniew Czendlik (farní vikář)
- od 1. 9. 1993 R.D. Zbigniew Czendlik (1993-2008 administrátor, od 1. 8. 2008 farář-děkan)
  - 2008-2015 R.D. Josef Krajíček (duchovní správce charitního domova v Albrechticích)

### Současnost
Farnost má sídelního duchovního správce, který je zároveň ex currendo administrátorem ve farnostech Luková, Rudoltice a Žichlínek, přičemž duchovní správu v Rudolticích de facto vykonává jiný kněz, dojíždějící z Koclířova u Svitav.
| Fotografie | Kostel                         | Místo           | Bohoslužba                       | Bohoslužba                                    | Poznámka        |
| ---------- | ------------------------------ | --------------- | -------------------------------- | --------------------------------------------- | --------------- |
|            | Kostel Nanebevzetí Panny Marie | Horní Třešňovec | neděle (lichá)                   | 11.00                                         | filiální kostel |
|            | Kostel sv. Václava             | Lanškroun       | neděle úterý středa pátek sobota | 9.30 18.00 8.00 (v zimě) 18.00 18.00 (v zimě) | farní kostel    |
|            | Kostel sv. Anny                | Lanškroun       | neslouží se pravidelně           | neslouží se pravidelně                        | filiální kostel |
|            | Kostel sv. Máří Magdaleny      | Lanškroun       | středa sobota                    | 8.00 (v létě) 18.00 (v létě)                  | filiální kostel |